# 聯合太平洋FEF型蒸汽機車
FEF型機車列是由聯合太平洋鐵路擁有和經營的蒸氣機車。它有三個型號分別表示為 FEF-1、FEF-2 和 FEF-3。 “FEF”代表車輪的佈局及排列縮寫表示為4-8-4類別的蒸氣機車。

## 起源
於20世紀30年代末期，當時的旅客列車牽引主力4-8-2 機車已經無法應付持續上升的運載量，這個問題限制了聯合太平洋鐵路的客運業務發展。在1937年聯合太平洋鐵路的主席威廉．謝菲所乘坐的一列由"7000"型4-8-2 機車牽引的商務列車，在缺乏蒸氣動力的情況下等待救援。主席便以電報發送到位於斯克內克塔迪的美國機車公司表達了對新機車的期望。結果四十五輛出力在4000~5000匹馬力之間，時速可達到120mph(190Km/h)的高性能機車由此誕生。

## FEF 1

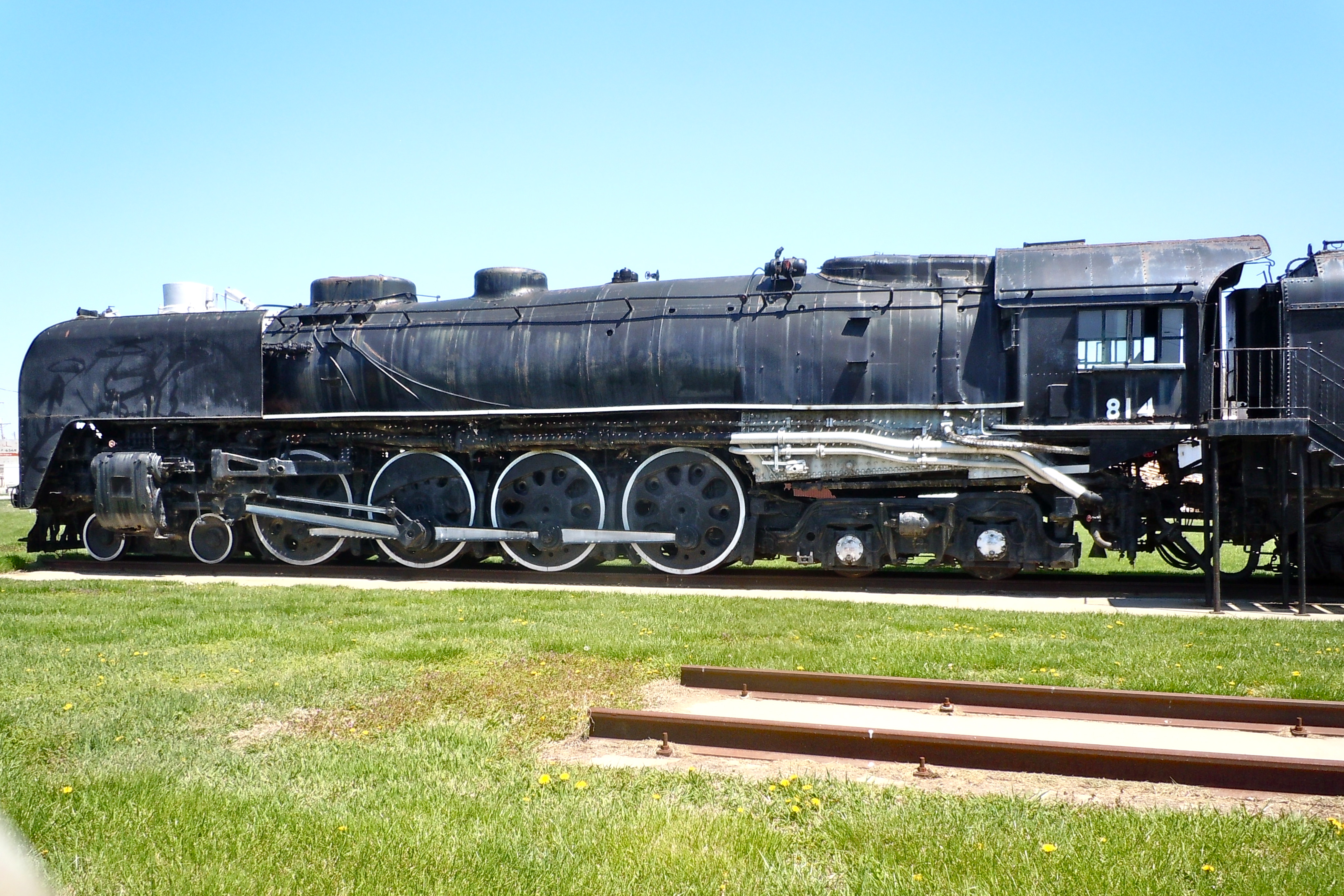
FEF-1 814 展示於愛荷華州的康瑟爾布拉夫斯。

FEF型蒸汽機車的首批二十輛機車編號由800號到819號，由美國機車公司於1937年付運。這批機車都以最簡單的設計只有兩個外在的氣缸。美國機車公司為它們的前輪配上了橫向移動設備以及各種複雜的機件，眾多的機件有別於大多數美國機車簡單的原則及設計，其後聯合太平洋鐵路取消了大部份複雜的結構，使得FEF形成了一輛外觀典雅、簡潔的蒸汽機車 。FEF的設計性能優異，即便是頻繁地以超過每小時100英里（161公里/小時）的速度移動 ，但聯軸器和連桿上所受的力和應力皆保持在可承受的範圍內。

## FEF 2

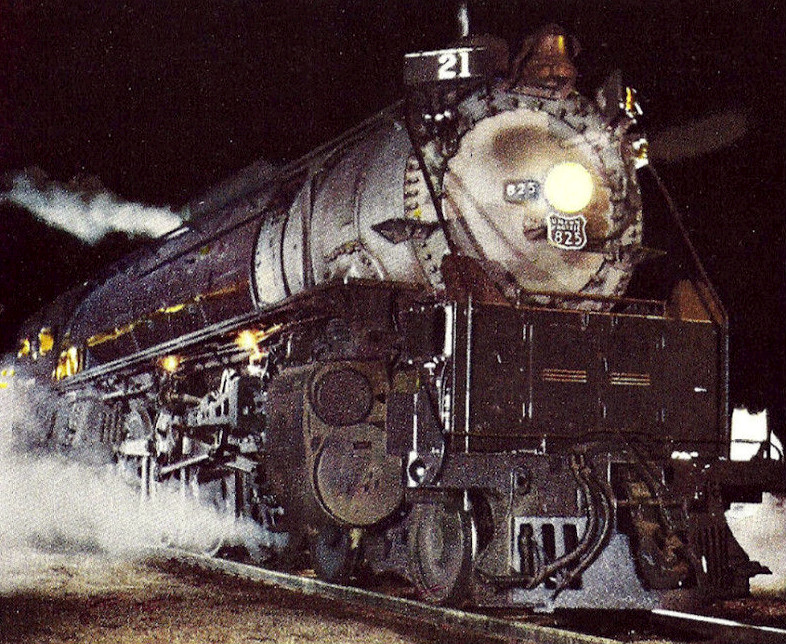
FEF-2 825 於1943.

第二批次的十五輛機車交付於1939年。這批次作出了幾個改進，包括換上了更大的氣缸、更好的牽引力以及更大的驅動輪，導煙的管線上移到煙箱的兩側 。然而與先前機車最不一樣的地方，便是採用了更大型，具有一個雙軸轉向架和五個固定輪軸一共七軸的水煤車，取代之前首批20部機車所掛載的雙三軸轉向架水煤車。

## FEF 3

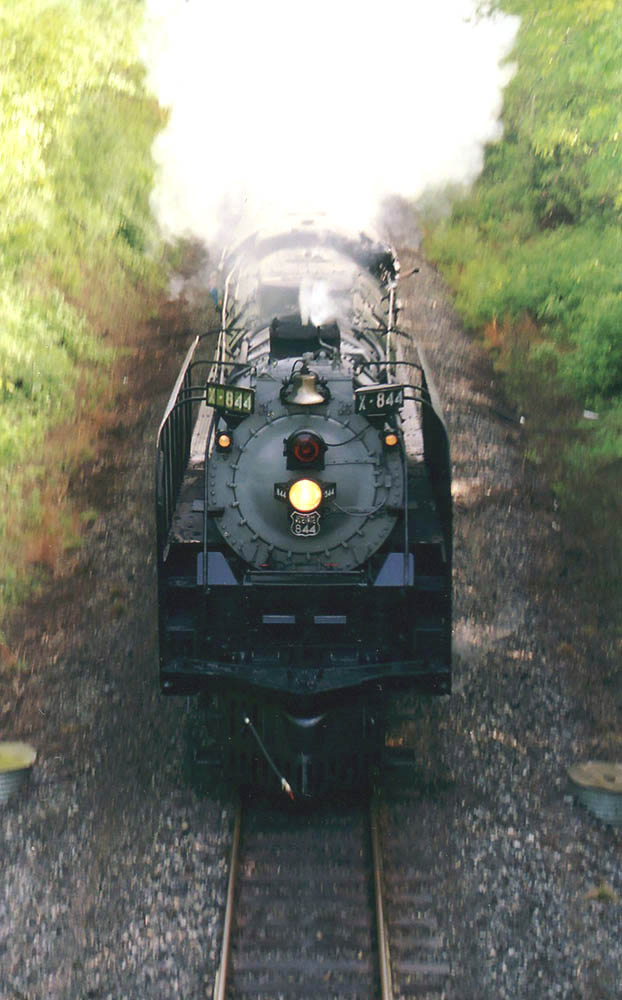
聯合太平洋844號 Hutchinson, Kansas.

除了機車的一些材料被其他物料替代與火箱加大，最終批次的10輛機車幾乎跟FEF-2相同。二戰結束後，煤炭供應受到一系列的罷工潮所影響。為了更容易維護及操作，聯合太平洋鐵路把它們改造成燃燒重油的蒸汽機車，成能夠儲存6000美制加侖燃油。然而就像許多晚期生產的蒸汽機車一樣，因為新式的柴油機車出現後，便很快地淡出舞台，1959年聯合太平洋全面停駛蒸汽機車。據聯合太平洋的蒸氣部門經理Steve A. Lee說道，這批FEF-3型機車(833號~844號)能以每小時120英里(190公里/小時)的速度安全運轉，但從來沒人知道這最後一批4-8-4型的確切極速是多少。最後交付的FEF-3蒸汽機車從未在北美一級路線退役。

## 動態保存
最後交付的FEF型是844號，該機車與其他動態保存蒸氣機車最大的差別是，大部分的蒸汽機車在除役時，其原車籍便會遭註銷進而報廢拆解，剩餘的機車則出售送至各地作靜態展示，僅有少數的機車有機會再重新購回並且重新恢復車籍，重整修復至可運轉操作的狀態。
而844號在1959年停駛後便開始存放，原先也是計畫要列入報廢除籍的機車，而動態保存的意識抬頭，因此844號被選定為永久運轉的蒸汽機車，1961年開始牽引觀光列車進行動態保存，是極少數能保有其原車籍(從未註銷)便開始進行動態保存的蒸汽機車，並且運轉至今，因此有著"活生生的傳奇"(Living Legend)之稱。

## 保存下來的FEF
| 類型  | 編號 | 擁有者               | 地點                               | 現狀     | 附註                                      |
| ----- | ---- | -------------------- | ---------------------------------- | -------- | ----------------------------------------- |
| FEF-1 | 814  | 羅克島鐵路博物館     | 愛荷華州康瑟爾布拉夫斯             | 靜態展出 |                                           |
| FEF-2 | 833  | 猶他州州立鐵路博物館 | 聯合車站, 猶他州奧格登             | 靜態展出 |                                           |
| FEF-3 | 838  | 聯合太平洋鐵路公司   | 聯合太平洋夏安機務段, 懷俄明州夏安 | 存儲     | 作為 844 的備用零件來源.                  |
| FEF-3 | 844  | 聯合太平洋鐵路公司   | 聯合太平洋夏安機務段, 懷俄明州夏安 | 動態保存 | 唯一一部從未在美國一級線路退役的蒸汽機車. |